# Arcte papuensis
Arcte papuensis là một loài bướm đêm trong họ Noctuidae.